# Royal Ballet
Il Royal Ballet è una compagnia di balletto di fama internazionale, con sede presso la Royal Opera House del Covent Garden, Londra, Regno Unito. La più grande delle quattro principali compagnie di balletto in Gran Bretagna, il Royal Ballet fu fondata nel 1931 da Dame Ninette de Valois, è diventata la compagnia di balletto residente della Royal Opera House nel 1946 e le è stata concessa una licenza reale nel 1956, diventando riconosciuta come compagnia ammiraglia di balletto nazionale della Gran Bretagna.
Il Royal Ballet è stata una delle compagnie di danza più importanti del XX secolo, e continua ad affermare la sua importanza tutt'ora  per i suoi valori artistici e creativi. La compagnia impiega circa 110 ballerini e ha appositamente costruito strutture all'interno della Royal Opera House. La scuola ufficiale associata alla compagnia è la Royal Ballet School e ha anche una consociata, il Birmingham Royal Ballet, che opera in modo indipendente. 
La Prima ballerina assoluta del Royal Ballet è Dame Margot Fonteyn.

## Storia
Nel 1926 la ballerina di origine irlandese Ninette de Valois fondò l'Accademia di Arte Coreografica, una scuola di danza per le ragazze. La sua intenzione era quella di formare una compagnia di balletto di repertorio e la scuola, portandola a collaborare con il produttore teatrale inglese e proprietario del teatro Lilian Baylis. Baylis possedeva i teatri The Old Vic e il Sadler's Wells e nel 1925 lei ingaggiò la de Valois per mettere in scena spettacoli di danza in entrambe le sedi.
Il Sadler's Wells riaprì nel 1931 e il Balletto Vic-Wells e Vic-Wells Ballet School furono istituiti nei locali del teatro. Questi sarebbero diventati i predecessori degli odierni Royal Ballet, Birmingham Royal Ballet e Royal Ballet School. Prima del suo ritorno in Gran Bretagna Ninette de Valois era stata membro dei Ballets Russes una delle compagnie di danza più rinomate e importanti del XX secolo. La compagnia si sciolse nel 1929 dopo la morte del suo fondatore Sergej Djagilev. Quando de Valois formò il Vic-Wells Ballet, impiegò un po' di ex stelle della compagnia tra cui Alicia Markova e Anton Dolin che si erano inseriti come primi ballerini e Tamara Platonovna Karsavina che ha lavorato con l'azienda come consulente. Il Fondatore direttore musicale era il direttore d'orchestra e compositore Constant Lambert che ha avuto una notevole influenza artistica e musicale nel corso dei primi anni della compagnia.
Dopo aver perso il legame con il teatro Old Vic, nel 1939 la società è stata rinominata Sadler's Wells Ballet e la scuola diventò Sadler's Wells Ballet School. Entrambi hanno continuato al Sadler's Wells Theatre fino al 1946, quando la compagnia fu invitata a diventare la compagnia di danza residente del Royal Opera House al Covent Garden, riaperto di recente, sotto la direzione di David Webster. La compagnia si trasferì al teatro dell'opera dello stesso anno nel 1946, con la loro prima produzione nella sede, La bella addormentata  con le coreografie di Marius Petipa
In seguito al trasferimento della compagnia, la scuola si trasferì nei propri locali nel 1947. Fu costituita una società sorella per continuare gli spettacoli al Sadler's Wells, chiamato Sadler's Wells Theatre Ballet, sotto la direzione di John Field. Nel 1955, la società sorella ha perso temporaneamente il suo legame con Sadler Wells e ritornò al Royal Opera House come unità itinerante della compagnia principale.
Nel 1956, fu concessa una licenza reale per entrambe le compagnie e la scuola; furono successivamente rinominati il Royal Ballet, il Sadler's Wells Royal Ballet e la Royal Ballet School.
Il Sadler's Wells Royal Ballet tornò al Sadler's Wells Theatre nel 1970, pur continuando a fare tour nazionali. Nel 1987, tuttavia, la società fu invitata a diventare la compagnia di danza residente al Birmingham Hippodrome. Si trasferì a Birmingham nel 1990, venne ribattezzata Birmingham Royal Ballet e cessò di far parte del Royal Ballet nel 1997, quando fu resa indipendente dalla Royal Opera House, con Sir Peter Wright come direttore artistico. Il Birmingham Royal Ballet mantiene stretti rapporti sia con il Royal Ballet che con la Royal Ballet School, anche se ora ha una propria scuola associata di danza classica, la Scuola Elmhurst per la Danza.
Nel 1964 il Royal Ballet fondò "Balletto per Tutti" sotto la direzione di Peter Brinson. Tra il 1964 e il 1979 "Balletto per Tutti" andò in tour in tutto il paese, presentando circa 150 spettacoli annui e raggiungendo circa 70.000 persone ogni anno. Nel 1976 la Royal Opera House fondò il suo programma matinée per la sua scuola.
Oggi il Royal Ballet rimane la compagnia di danza residente alla Royal Opera House, conducendo i propri tour a livello internazionale, e continua ad essere il capogruppo del Royal Ballet School, che ha ora sede a White Lodge, Richmond Park e locali in Floral Street, (in particolare per la Royal Ballet Upper School) , per che sono adiacenti e hanno accesso diretto alla Royal Opera House, tramite un piccolo ponte, il "Bridge of aspiration", che collega i due edifici, visibile dalla strada. Il ponte è stato progettato da Flint & Neill e Buro Happold per lo studio Wilkinson Eyre architects.

### Nikoláj Grigor'evič Sergéev
Durante i suoi anni formativi, il Sadler's Wells Ballet sarebbe diventata una delle prime compagnie di balletto al di fuori dell'Unione Sovietica a mettere in scena produzioni complete di balletti di Marius Petipa e Lev Ivanov, che erano al centro del repertorio del Balletto imperiale russo. Per mettere in scena questi balletti con la sua compagnia di nuova costituzione, de Valois impiegò Nikoláj Sergéev, un ex régisseur dell'Imperial. Egli mise in scena produzioni di Petipa de La bella addormentata; Petipa e Il lago dei cigni di Ivanov e Lo Schiaccianoci; Petipa e la produzione di Cecchetti di Coppélia; e Giselle di Petipa. Create con l'ausilio di notazioni coreografiche scritte in San Pietroburgo a cavallo del XX secolo, queste opere sono state nel repertorio del Royal Ballet da allora. La società ora utilizza la produzione del 1984 di Peter Wright dello Schiaccianoci, che utilizza alcune delle notazioni di Sergéev. riprese di questi balletti a Londra di Sergéev sono considerate come la base del tradizionale repertorio di danza classica, e ha portato alla loro rimonta in tutto il mondo. Si stima generalmente che Sergéev abbia dato uno dei contributi più significativi alla popolarità del balletto in tutto il mondo. Le sue notazioni coreografiche ed altri materiali ad esso relativi sono stati conservati nella "Collezione Sergeev", parte della collezione del teatro della Biblioteca dell'Università di Harvard.

### Prima ballerina assoluta
Il Royal Ballet è una delle poche compagnie di danza al mondo ad aver impiegato quattro ballerine considerate Prima ballerina assoluta, di cui tre che hanno studiato alla Royal Ballet School. La prima è stata Alicia Markova, che, essendo stata pupilla di Ninette de Valois, come membro dei Ballets Russes di Sergej Djagilev, fu invitata a diventare una delle ballerine fondatrici del Royal Ballet. Lei era stata designata prima ballerina della compagnia e, successivamente fu riconosciuta come prima ballerina assoluta. Margot Fonteyn studiò alla Royal Ballet School e trascorse tutta la sua carriera con la compagnia. Come regalo per il suo 60º compleanno fu nominata Prima ballerina assoluta dalla regina Elisabetta II. Phyllis Spira si unì alla Royal Ballet School nel 1959, diplomandosi durante un tour del Royal Ballet. Dopo tornò al suo paese natale, il Sudafrica, dove fu nominata Prima ballerina assoluta dal Presidente nel 1984. La più recente è Alessandra Ferri, che completò la sua formazione presso la Royal Ballet Upper School e iniziò la sua carriera con il Royal Ballet. Dopo aver ballato con la compagnia per 4 anni, è stata in seguito nominata Prima ballerina assoluta del Corpo di Ballo del Teatro alla Scala di Milano. Altre prime ballerine assolute sono apparse con il Royal Ballet anche come ballerine ospiti, tra cui la ballerina francese Yvette Chauviré e la ballerina georgiana Nina Ananiashvili.

## Struttura
Il Royal Ballet ha sei ranghi di ballerini in ordine crescente:
- Artista: il più basso grado nella compagnia e, insieme con i primi artisti, i ballerini di questo livello formano il Corpo di ballo. I diplomati in balletto che entrano nella compagnia, di solito lo fanno a questo livello. Che comprende anche ballerini e ballerine meno talentuosi.
- Primo Artista: I ballerini di questo livello hanno la possibilità di eseguire alcuni dei ruoli più caratteristici del Corpo di ballo, come la Danza dei Piccoli Cigni nel Lago dei cigni. I Primi artisti a volte sono assegnati a ruoli minori di Solista se vengono presi in considerazione per la promozione.
- Solista: ci sono normalmente 15-20 solisti in una compagnia. Come suggerisce il nome, i ballerini a questo livello eseguono la maggior parte dei ruoli solo e ruoli minori in un balletto, come Mercuzio in Romeo and Juliet o una delle Fate in La bella addormentata.
- Primo solista: il grado in cui i ballerini vengono presi in considerazione per la promozione a livello di Primo ballerino. Un ballerino a questo rango danzerà un variegato repertorio di ruoli solistici più in primo piano, mentre si perfezionerà con lo studio e avrà la possibilità di interpretare ruoli di primo piano quando un Principale o è ferito o non disponibile, e anche in questo caso una delle fate in La bella addormentata.
- Principale artista di carattere: il rango dato ai membri della compagnia che si esibiscono in importanti ruoli di temperamento in un balletto. Questi ruoli sono normalmente molto teatrali e spesso comprendono la danza di carattere e il mimo di danza. Gli esempi sono Carabosse nella The Sleeping Beauty o Drosselmeyer nello Lo schiaccianoci. La maggior parte dei principali artisti di carattere del Royal Ballet sono più anziani, membri di lungo servizio della compagnia, che non sono più in grado di ballare ruoli fisicamente più impegnativi.
- Primo ballerino: è il grado più alto nel Royal Ballet e i ballerini a questo livello generalmente eseguono il ruolo chiave ed i ruoli più in primo piano in un balletto. Per essere un Primo ballerino bisogna essere riconosciuto come uno dei ballerini più importanti della compagnia e un certo numero di ballerini più famosi al mondo devono essere stati Principali con la compagnia.

Il Royal Ballet ha anche i ranghi particolari di "artista ospite e" artista ospite principale ". Il titolo di artista ospite è dato a una ballerina in visita, che è stata inserita in un ruolo per un balletto specifico o per una stagione limitata. Il titolo di artista ospite principale a volte è dato agli artisti ospiti che si esibiscono con la compagnia su una base a lungo termine.

## La compagnia
Il Royal Ballet impiega circa 110 ballerini e un elenco completo è mostrato sotto. La società ha anche personale dirigente, personale artistico e musicale, tra cui i seguenti:
- Direttore - Kevin O'Hare, laureato alla Royal Ballet School e ex ballerino con il Royal Ballet ed il Birmingham Royal Ballet[11]
- Direttore musicale - Barry Wordsworth, direttore d'orchestra britannico e alunno junior del Trinity College of Music
- Coreografo residente:
  - Wayne McGregor CBE, un coreografo premiato, più noto nel campo della danza contemporanea e come Artistic Director of Random Dance company[12]
    - Christopher Wheeldon

### Ballerini

#### Primi ballerini
| Nome                 | Nazionalità | Scuola                                                                   | Altre compagnie (inc. performance ospiti)                     |
| -------------------- | ----------- | ------------------------------------------------------------------------ | ------------------------------------------------------------- |
| Sarah Lamb           | Stati Uniti | Boston Ballet School                                                     | Boston Ballet                                                 |
| Steven McRae         | Australia   | Hilary Kaplan Royal Ballet School                                        |                                                               |
| Vadim Muntagirov     | Russia      | Perm Ballet School Royal Ballet School                                   | English National Ballet                                       |
| Marianela Núñez      | Argentina   | Colón Theatre Ballet School Royal Ballet School                          |                                                               |
| Natal'ja Osipova     | Russia      | Accademia statale di coreografia di Mosca                                | Balletto Bol'šoj American Ballet Theatre Teatro Michajlovskij |
| Yasmine Naghdi       | Regno Unito | Royal Ballet School                                                      |                                                               |
| Matthew Ball         | Regno Unito | Royal Ballet School                                                      |                                                               |
| William Bracewell    | Regno Unito | Royal Ballet School                                                      | Birmingham Royal Ballet                                       |
| Francesca Hayward    | Regno Unito | Royal Ballet School                                                      |                                                               |
| Reece Clarke         | Regno Unito | Royal Ballet School                                                      |                                                               |
| Melissa Hamilton     | Regno Unito | Elmhurst Ballet School                                                   | Dresden Semperoper Ballett                                    |
| Marcelino Sambé      | Portogallo  | Royal Ballet School                                                      |                                                               |
| Fumi Kaneko          | Giappone    | Jinushi Kaoru Ballet School                                              |                                                               |
| Rioichi Hirano       | Giappone    | Setsuko Hirano Ballet School                                             |                                                               |
| Akane Takada         | Giappone    | Hiromi Takahashi Ballet Studio Accademia statale di coreografia di Mosca |                                                               |
| Mayara Magri         | Brasile     | Petite Danse School Royal Ballet School                                  |                                                               |
| Cesar Corrales       | Cuba Canada | Canada's National Ballet School ABT Studio Company                       | English National Ballet                                       |
| Anna Rose O'Sullivan | Regno Unito | Royal Ballet School                                                      |                                                               |
| Calvin Richardson    | Australia   | Royal Ballet School                                                      |                                                               |
| Joseph Sissens       | Regno Unito | Royal Ballet School                                                      |                                                               |

#### Primi ballerini caratteristi
- Christina Arestis
- Gary Avis (Maître de Ballet)
- Bennet Gartside
- Alastair Marriott
- Elizabeth McGorian
- Kristen McNally
- Christopher Saunders (Maître de Ballet Senior)
- Thomas Whitehead

#### Primi solisti
- Luca Acri
- Lukas B. Brændsrød
- Annette Buvoli
- Claire Calvert
- Yuhui Choe
- Leticiia Dias
- Leo Dixon
- Nicol Edmonds
- Isabella Gasparini
- James Hay
- Meaghan Grace Hinkis
- Joonhyuk Jun
- Sae Maeda
- Mariko Sasaki
- Valentino Zucchetti

#### Solisti
- Sophie Allnatt
- Harris Bell
- Liam Boswell
- Mica Bradbury
- Olivia Cowley
- Ashley Dean
- David Donnelly
- Téo Dubreuil
- Hannah Grennell
- Daichi Ikarashi
- Joshua Junker
- Chisato Katsura
- Isabel Lubach
- Tomas Mock
- Taisuke Nakao
- Viola Pantuso
- Julia Roscoe
- Giacomo Rovero
- Francisco Serrano
- Amelia Townsend

#### Primi artisti
- Denilson Almeida
- Madison Bailey
- Harry Churches
- Kevin Emerton
- Olivia Findlay
- Brayden Gallucci
- Yu Hang
- Bomin Kim
- Caspar Lench
- Marco Masciari
- Nadia Mullova-Barley
- Ella Newton Savergnini
- Katharina Nikelski
- Aiden O'Brien
- Hanna Park
- Maddison Pritchard
- Sumina Sasako
- Leticia Stock
- Marianna Tsembenhoi
- Charlotte Tonkinson
- Lara Turk
- Ginevra Zambon

#### Artisti
- Bethany Bartlett
- Ravi Cannonier-Watson
- Martin Diaz
- Luc Foskett
- Emile Gooding
- Scarlett Harvey
- James Large
- Francesca Lloyd
- Alejandro Muñoz
- Isabella Shaker
- Katie Robertson
- Blake Smith
- Rebecca Myles Stewart
- Yu Hang

#### Programma Giovani Ballerini di Aud Jebsen
- Aurora Chinchilla
- LilySophia Dashwood
- Shani Moran-Simmonds
- Yuki Nagayasu
- Amos Child
- Tristan-Ian Massa
- Joe Parkinson

## Repertorio (parziale)
- Il lago dei cigni
- Giselle
- La fille mal gardée
- Onegin
- Sylvia
- La bella addormentata
- Cenerentola
- L'histoire de Manon
- Romeo e Giulietta – (MacMillan)
- Mayerling
- The Prince of the Pagodas
- A Month in the Country
- Winter Dreams
- The Tales of Beatrix Potter
- Pierino e il lupo

- Lo schiaccianoci
- Les Patineurs
- La valse
- Theme and Variations
- Invitus Invitam
- Rhapsody
- Sensorium
- La sagra della primavera
- Ballo Della Regina
- DGV: Danse à Grande Vitesse
- Scènes de ballet (Ashton)
- Voluntaries
- Still Life at the Penguin Cafe
- Alice's Adventures in Wonderland
- La Bayadère

- L'uccello di fuoco
- Agon
- Symphony in C
- Ondine
- Concerto
- Elite Syncopations
- The Judas Tree
- Carmen
- Limen
- Chroma
- Asphodel Meadows
- Sphinx
- As One
- Electric Counterpoint
- Tryst

- Song of the Earth
- Anastasia
- The Dream
- Sweet Violets
- Carbon Life

## Personaggi degni di nota

### Ballerini
- Svetlana Berëzova
- David Blair
- Federico Bonelli
- Dame Darcey Bussell
- Alexander Campbell
- José Manuel Carreño
- Alina Cojocaru
- Lesley Collier
- Michael Coleman
- John Cranko
- Henry Danton
- Sir Anton Dolin
- Sir Anthony Dowell
- Viviana Durante
- Alessandra Ferri
- John Field
- Dame Margot Fonteyn
- Christopher Gable
- Mara Galeazzi

- Jonathan Cope
- John Gilpin
- Alexander Grant
- Dame Beryl Grey
- Sylvie Guillem
- Anne Heaton
- Sir Robert Helpmann
- Johan Kobborg
- Wayne Sleep
- Rowena Jackson
- Ann Jenner
- Colin Jones
- Dame Gillian Lynne
- Natalija Romanovna Makarova
- Dame Alicia Markova
- Dame Monica Mason
- Laura Morera
- Irek Muchamedov
- Nadia Nerina
- Rudol'f Nureev

- Dame Merle Park
- Serhij Polunin
- Ivan Putrov
- Tamara Rojo
- Steven McRae
- Sarah Lamb
- Rupert Pennefather
- Ricardo Cervera
- Johan Persson
- Bruce Sansom
- Lynn Seymour
- Dame Antoinette Sibley
- Moira Shearer
- Zoltán Solymosi
- Michael Somes
- David Wall,
- Miyako Yoshida
- Tetsuya Kumakawa
- Iñaki Urlezaga
- Edward Watson

### Coreografi (dalla fondazione ad oggi)
- Sir Frederick Ashton, founder choreographer
- Sir David Bintley
- John Cranko
- Sir Robert Helpmann
- Sir Kenneth MacMillan
- Wayne McGregor
- Christopher Wheeldon

### Direttori artistici
- 1931–1963, Dame Ninette de Valois
- 1963–1970, Sir Frederick Ashton
- 1970–1977, Sir Kenneth MacMillan
- 1970–1971, John Field (Co-direttore)
- 1977–1986, Norman Morrice
- 1986–2001, Sir Anthony Dowell
- 2001–2002, Ross Stretton
- 2002–2012, Dame Monica Mason
- 2012–attuale, Kevin O'Hare